# Hāflong
Hāflong är en ort i Indien.   Den ligger i distriktet Dima Hasao District och delstaten Assam, i den östra delen av landet, 1 600 km öster om huvudstaden New Delhi. Hāflong ligger 684 meter över havet och antalet invånare är 39 982.
Terrängen runt Hāflong är kuperad åt nordväst, men åt sydost är den bergig. Terrängen runt Hāflong sluttar norrut. Runt Hāflong är det ganska tätbefolkat, med 52 invånare per kvadratkilometer. Hāflong är det största samhället i trakten. I omgivningarna runt Hāflong växer i huvudsak städsegrön lövskog.